# Sydney Alrutz
Sydney Gustaf Louis Reinhold Alrutz, född 31 oktober 1868 i London, död 14 februari 1925, var en doktor och docent i psykologi vid Uppsala universitet från 1901. Författare till ett flertal böcker inom området. Han gifte sig 1903 med Elina Sandlund.

## Biografi
Alrutz var en av banbrytarna för den experimentella psykologin i Sverige. Tillsammans med stora bidrag till förståelsen av färgblindhetens fenomen bearbetade han framgångsrikt hudsinnenas psykologi. Där är hans lära om "hett"-förnimmelsen, sammansmält av våra värmeförnimmelser och de s. k. paradoxala köldförnimmelserna är allmänt erkänd.
Med livslångt intresse omfattade han även de "undermedvetna" och "metapsykiska" yttringarna av själslivet, framför allt hypnos, suggestion, klärvoajans och telepati och försökte, dels genom att samla och sovra information om sådana fall, dels genom egna experiment, dra dessa gåtfulla och omstridda fenomen inom gränserna för exakt forskning.
Hans arbete Till nervsystemets dynamik (1913–1917) lägger också fram en rad experimentella, om än ej tillräckligt styrkta rön om sensibilitet under hypnotiskt tillstånd, iakttagelser Alrutz ansåg tyda på en dittills obekant "nervstrålning" i stånd att framkalla motoriska utlösningsfenomen hos särskilt mottagliga individer. 
Han var 1897–1910 utgivare av skriftserien I vår tids livsfrågor och var åren 1906–1920 delaktig i utgivningen av tidskriften Psyke och Arkiv för psykologi och pedagogik.